# Đông Ninh, thành phố Thanh Hóa
Đông Ninh là một xã thuộc thành phố Thanh Hóa, tỉnh Thanh Hóa, Việt Nam.

## Địa lý
Xã Đông Ninh nằm ở phía tây thành phố Thanh Hóa, có vị trí địa lý:
- Phía đông giáp các xã Đông Minh, Đông Hòa
- Phía tây giáp huyện Triệu Sơn
- Phía nam giáp xã Đông Hòa và huyện Triệu Sơn
- Phía bắc giáp các xã Đông Khê, Đông Hoàng.

Xã Đông Ninh có diện tích tự nhiên 5,57 km², quy mô dân số năm 2022 là 7.185 người, mật độ dân số đạt 1.290 người/km². Dân cư sinh sống tại Đông Ninh chủ yếu là người Kinh.

## Lịch sử
Trước năm 1945, xã Đông Ninh thuộc tổng Thạch Khê, phủ Đông Sơn, gồm các làng: Hữu Bộc, Vạn Lộc, Trường Xuân (Quan Đức), Hạc Thành, Thanh Huy, Cẩm Tú. Sau Cách mạng tháng Tám, xã Đông Ninh được hình thành từ hai xã Duy Tân, Điện Bàn.
Ngày 5 tháng 7 năm 1977, nhập 16 xã hữu ngạn sông Chu thuộc huyện Thiệu Hóa với huyện Đông Sơn thành huyện Đông Thiệu, xã Đông Ninh thuộc huyện Đông Thiệu. Đến ngày 30 tháng 8 năm 1982, xã trở lại thuộc huyện Đông Sơn do huyện Đông Thiệu đổi tên thành.
Năm 2018, xã Đông Ninh có 12 thôn, gồm các thôn đánh số từ 1 đến 10 và hai thôn Phù Bình, Phù Chẩn. Ngày 11 tháng 7 cùng năm, Hội đồng nhân dân tỉnh Thanh Hóa khóa XVII thông qua Nghị quyết về việc sắp xếp thôn, tổ dân phố trên địa bàn tỉnh. Theo đó:
- Nhập thôn 1 và thôn 2 thành thôn Thế Giới
- Nhập thôn 3 và thôn 4 thành thôn Hòa Bình
- Nhập thôn 5 và thôn 6 thành thôn Trường Xuân
- Nhập thôn 7 và thôn 8 thành thôn Vạn Lộc
- Nhập thôn 9 và thôn 10 thành thôn Thành Huy.

Sau sắp xếp, xã Đông Ninh có 7 thôn.
Ngày 24 tháng 10 năm 2024, Ủy ban Thường vụ Quốc hội thông qua Nghị quyết số 1238/NQ-UBTVQH15 (có hiệu lực từ ngày 1 tháng 1 năm 2025). Theo đó, sáp nhập toàn bộ huyện Đông Sơn vào thành phố Thanh Hóa, xã Đông Ninh thuộc thành phố Thanh Hóa.

## Hành chính
Xã Đông Ninh được chia thành 7 thôn: Hòa Bình, Phù Bình, Phù Chẩn, Thành Huy, Thế Giới, Trường Xuân, Vạn Lộc.

## Di tích

### Đền thờ Lê Ngọc
Lê Ngọc, còn gọi là Lê Cốc, là Thái thú quận Cửu Chân thời Nhà Tùy. Sau khi Nhà Đường thay thế Nhà Tùy, Lê Ngọc không phục nên đã phát động khởi nghĩa, đóng quân tại vùng đất Trường Xuân tại quận lỵ Đông Phố nhằm chống lại Nhà Đường. Nhân dân nơi đây đã lập đền thờ phụng ông cùng vợ, con. Đền đã được công nhận là di tích lịch sử – văn hóa cấp tỉnh năm 2010.
Ngoài ra, tại đây các nhà khảo cổ học đã phát hiện tấm bia thuộc hàng cổ nhất Việt Nam có tên Đại Tùy Cửu Chân quận Bảo An đạo tràng chi bi văn (còn gọi là bia Trường Xuân), được dựng năm 618. Tấm bia hiện đang được lưu giữ tại Bảo tàng Lịch sử quốc gia.

### Các di tích khác
- Mộ, bia đá và đền thờ Nguyễn Chích: Nguyễn Chích là khai quốc công thần trong khởi nghĩa Lam Sơn. Mộ, bia đá và đền thờ Nguyễn Chích đã được công nhận là di tích lịch sử cấp quốc gia theo Quyết định số 3959/VH-QĐ ngày 2 tháng 12 năm 1992 của Bộ Văn hoá – Thông tin.[15]
- Đền thờ Lê Lan – Lê Lệnh, là khai quốc công thần trong khởi nghĩa Lam Sơn.
- Từ đường họ Lê thờ Lê Hy Liêu, đỗ Tiến sĩ khoa Tân Sửu (1661) đời Vua Lê Thần Tông.[6]